# Meråker (stacja kolejowa)
Meråker – stacja kolejowa w Meråker, w okręgu Trøndelag w Norwegii, jest oddalona od Trondheim o 81,01 km. Jest położona na wysokości 219,6 m n.p.m.

## Ruch dalekobieżny
Leży na linii Meråkerbanen. Stacja przyjmuje dwie pary pociągów do Trondheim i szwedzkiej miejscowości Östersund.

## Obsługa pasażerów
Wiata, parking na 10 miejsc. Odprawa podróżnych odbywa się w pociągu.